# Yermak (1898)
El Yermak (en ruso: Ерма́к, romanizado: Ermák; pronunciación en ruso: [Jɛrmak]) fue un rompehielos de la flota imperial rusa y más tarde de la flota soviética. Fue el primer rompehielos ártico. Llevaba el nombre del explorador del Zarato ruso, el cosaco del Don Yermak Timoféyevich.

## Diseño y construcción
Ya en la década de 1860, el navegante ruso Paul Theodor von Krusenstern había intentado comisionar una pequeña goleta rompehielos de nombre Yermak para intentar navegar el delta del Yeniséi desde el mar de Kara en Murmansk, pero la goleta encallaría antes de conseguirlo.
En 1897, el vicealmirante Stepán Makárov propuso la construcción de un gran rompehielos para garantizar la navegación durante todo el año al puerto de San Petersburgo, que había estado helado los últimos meses y que no era raro que sucediese en los meses de invierno. Además, este rompehielos tendría destinos en verano al poder realizar viajes al océano Ártico. Makárov presentó sus primeros cálculos sobre el buque en la siguiente conferencia de funcionarios de alto rtanfo, a la que asistieron miembros de la familia real.
Los datos de los que se disponían entonces indicaban que el espesor máximo del hielo marino en el Polo Norte era de entre 3 y 3,7 m, y para que el buque pudiese moverse ante un espesor de 3,7 m de hielo precisaría de una capacidad de al menos 38 MW (52 mil hp). Para llegar al Polo en los meses de verano, se calculó que sería suficiente con una capacidad menor, en concreto 14,7 MW (20 mil hp), que dría una capacidad de ruptura del hielo de hasta 1,1 m de espesor manteniendo una velocidad de 4 nudos y llegaría a romper un espesor de 1,6 m a una velocidad de 2 nudos.
Makárov propuso construir dos rompehielos de la mitad de capacidad requerida para verano, abogando por la versatilidad de contar con 2 buques en vez de 1 y exponiendo que, en caso necesario, podrían llegar a la capacidad conjunta con un rompehielos sumado al otro. Más tarde cambiaría de opinión y propondría construir un rompehielos de 7,35 MW de capacidad (la mitad de los 14,7 MW requeridos) para la exploración del Yeniséi en verano y el mantenimiento del puerto de San Petersburgo en invierno así como un segundo rompehielos mucho menos potente, de 3,68 MW (5 mil hp) para la navegación del Obi en verano y el puerto de Riga en invierno.
El ministro de finanzas Witte intervino para proponer la construcción primero del de mayor capacidad y esperar a ver su desempeño para comenzar la construcción del segundo rompehielos. En noviembre de 1897 el gabinete de ministros aprobó la asignación de fondos para el diseño y construcción del Yermak. Se organizó una comisión para desarrollar las especificaciones técnicas encabezada por Makárov y nutrida por D. I. Mendeléyev, ingenieros como N. I. Yankovski, R. I. Runeberg, F. Y. Porechkin, el almirante von Wrangell y otros. A finales de año se publicó el concurso para la construcción del barco, firmándose a inicios de 1898 un acuerdo con la planta británica Armstrong Mitchell & Company. El acuerdo estipulaba que el rompehielos se construiría en 10 meses por un valor de 1,5 millones de rublos.
El buque se comenzó a construir en el astillero de Newcastle, siendo el primer rompehielos del mundo diseñado para poder cruzar el ártico. El 17 de octubre de 1898 fue botado al mar.

## Historial
El 19 de febrero de 1899 se izó la bandera comercial en el buque, ya que el Yermak se adscribió Ministerio de Hacienda y no a la Armada Imperial Rusa. El 21 de febrero partió hacia el golfo de Finlandia donde tendría su bautismo de fuego, ya que el hielo marino formado aquel año era especialmente grueso, llegando a contabilizarse hasta 1 m de espesor.
A su llegada a finales de mes, tuvo un desempeño inicial muy satisfactorio, atravesando el hielo mientras mantenía una velocidad constante de 7 nudos, pero el 1 de marzo, al llegar al área de Gogland el buque se detuvo, no pudiendo atravesar el hielo. Finalmente se decidió por rodear la zona para continuar el viaje que finalizaría el 4 de marzo, al llegar a Kronstadt.
El 9 de marzo recibió su primer destino, acudir a Reval, donde 11 vapores habían quedado atascados por el hielo. Cumplió la misión con éxito y a su vuelta a la capital, el 4 de abril, rompió el hielo del Neva, anunciando su vuelta a San Petersburgo.
En mayo acudió a su astillero de origen, Newcastle, para recibir preparativos para acudir a su primera misión ártica, a la que partiría desde el puerto británico el 29 de mayo. Su destino era Spitzberg Occidental, parte del archipiélago Svalbard. Tras la dura prueba, volvió al puerto británico para corregir las deficiencias encontradas y el 14 de junio se volvió a embarcar en un viaje polar dirigido por el propio Makárov para estudiar el hielo del norte, así como la oceanografía y la fauna oceánica. Durante el viaje, el buque chocó contra montículos de hielo que provocaron un agujero en el casco que aunque pudo ser reparado, impidió la continuación del estudio intensivo y debió volver a Inglaterra a realizar reparaciones mayores.
La comisión encargada de evaluar el incidente acabó decidiendo utilizar el buque únicamente en el golfo de Finalndia. Durante el siguiente invierno, rescató al Gromobói, que poco después sería enviado a la Flota del Pacífico; y al General-Almirante Apraksin encallado en Gogland. El 23 de enero de 1900, durante sus tareas de rescate y escolta rescató a un grupo de pescadores varados gracias a una radio de Marconi que llevaba instalada.
En el verano de 1900, Makárov logró convencer a las autoridades de permitir una tercera expedición al ártico con el Yermak. El permiso requería ciertas modernizaciones del buque, por lo que no fue hasta el 16 de mayo de 1901 que el buque pudo partir hacia el delta del Yeniséi, destino de la tercera expediciónSin embargo, al pasar del mar de Barents al mar de Kara al sur de Nueva Zembla, el Yermak quedó congelado y a la deriva desde el 14 de julio hasta el 6 de agosto, motivo por el que Makárov, consciente del tiempo perdido, decidió cambiar el destino del viaje y explorar la Tierra de Francisco José.
Tras la tercera expedición, el ministro de finanzas ordenó el 13 de octubre de 1901 limitar, salvo casos excepcionales, la actividad del rompehielos Yermak como escolta de buques en el mar Báltico así como transferir la autoridad del rompehielos del Comité de navegación experimental del hielo al Comité de Asuntos Portuarios (quitando por tanto la potestad sobre el buque a Makárov).
Con el estallido de la guerra ruso-japonesa, el Yermak recibió el encargo de abrir el hielo del puerto de Libau para permitir marchar a la escuadra de Nebogatov liderada por el Imperator Nikolái I en su marcha hacia el Extremo Oriente.
Tras el final de la guerra ruso-japonesa, el nuevo Estado Mayor Naval, creado en abril de 1906 durante la reforma del departamento de la Armada, comenzó a desarrollar planes para acciones navales ante un posible nuevo conlicto teniendo en cuenta la perdida de buques de la Armada Imperial Rusa en la reciente guerra. Uno de los temores del nuevo Estado Mayor eran nuevos ataques por parte del Imperio del Japón, por lo que una ruta nueva hacia el Extremo Oriente se catalogó como prioritaria, señalando la ruta del Mar del Norte (previamente referida como «ruta del Noreste») se catalogó como principal ruta para enviar buques del Báltico al océano Pacífico. Para instaurar esta ruta, se eligió al Yermak en 1909, que para entonces ya había cumplido 10 años de servicio con más de 1000 días en total en el hielo. Se le encomendó cruzar desde el Báltico hasta el estrecho de Bering en una sola navegación. Más tarde, una expedición hidrográfica del océano Ártico fue enviada a lo lrgo de la ruta abierta por el Yermak con los transportes rompehielos Taimyr y Vaigach bajo la dirección de Borís Vilkitski con la doble misión del estudio hidrográfico y la comprobación de la idoneidad de la ruta.
Previamente, en 1907 el Yermak había estado nuevamente en el mar de Kara en exploración del estrecho de Yugor para apoyar la expedición multinacional de Serguief durante la cual el hielo les cerró el paso y hubo de refugiarse en la bahía de Liamchin, en Vaigach. En cuanto pudo, debió partir a Arcángel para recibir reparaciones.

### Servicio en la Armada Imperial Rusa
Tres meses después de la entrada del Imperio ruso en la Primera Guerra Mundial y el avance alemán hacia el este tras las derrotas rusas en Prusia oriental Tannenberg y los Lagos Masurianos), el Alto Mando ruso vio la necesidad de mejorar sus lineas de abastecimiento en los frentes septentrionales donde el Ejército Imperial ruso estaba siendo constantemente empujado. El 14 de noviembre de 1914, el Yermak fue incluido en la Flota del Báltico para asegurar la ruta de abastecimiento a Reval.
Durante la Primera Guerra Mundial no hubo grandes enfrentamientos de buques para suerte de la armada imperial rusa, que no contaba con demasiados buques militares principales tras la perdida de un gran número de ellos la década anterior frente a lo japoneses.

### Servicio en la Armada Soviética

#### Última campaña de la Gran Guerra
Entre finales de 1917 y comienzos de 1918, Rusia vivió el cambio de régimen hacia el comunismo, siendo la flota del Báltico dirigida en ese momento por la República Soviética de Rusia (desde el 25 de enero de 1918 según el III Congreso Panruso de los Sóviets).
En febrero de 1918, cuando los alemanes de la División del Báltico desembarcaron el Hanko, el comandante ruso Alexéi Schastny propuso la movilización de los 200 buques desplegados en el puerto de avanzada de Reval a los puertos de Helsingfors (actual Helsinki) y Konstradt, lo que más tarde se conoció como la «Marcha sobre hielo de la Flota del Báltico» realizada gracias a rompehielos como el Yermak que abrieron camino en días de hasta -12 °C de temperatura en el golfo de Finlandia.
Por su actuación, que junto a otros rompehielos supuso la escolta de 211 buques y embarcaciones desde Reval hasta Helsingfors, de los cuales se salvaron algo más de 170, permitiendo a los soviéticos mantener el grueso de la fuerza de combate de la flota báltica imperial, el Yermak recibió la Bandera Roja Revolucionaria Honoraria de manos del Congreso de los Sóviets de Todas las Rusias.

#### Vuelta al servicio mercante
Para la década de 1920, el Yermak volvió al servicio mercante proporcionando transporte de carga en el Báltico, el Ártico y el Mar Blanco.
Para la década de 1930 volvió a realizar algunos viajes de exploración, llegando a descubrir nuevas islas.
En 1937, un año especialmente frío, toda la flota de rompehielos soviética se congeló en el hielo del ártico en otoño.
A comienzos de 1938, se realizarán las reparaciones más urgentes a corto plazo para enviarlo rápidamente al apoyo del rescate en el mar de Groenlandia de la expedición de Iván Papanin (Polo Norte-1), en el que los cuatro exploradores habían quedado varados en una placa de hielo a la deriva tras aterrizar su avión en ella. La misión fue dirigida por Mijaíl Sorokin y se encontró de camino con los rompehielos Murman y Taimyr, constatando que ambos estaban en capacidades suficientes para realizar el rescate.
En la primavera de 1938, después de la misión del Polo Norte-1, debió marchar hacia la Tierra de Francisco José antes del deshielo estival para liberar los buques Vladímir Rusanov, Proletariy y Roshal, encallados en hielo durante una misión de exploración polar. Para julio acudió a la isla Dikson a entregar carbón a los transportistas de madera que habían pasado el invierno allí, ayudándoles a organizar su vuelta. En agosto acompañó el convoy del Fiódor Lütke, que se dirigía de la isla Bolchevique a la Ruski. Más tarde cruzaría el estrecho de Vilkitsky hacia el mar de Láptev a ayudar al Krasin a liberar convoy del Lenin. El 20 de agosto acudió a la llamada efectuada por la caravana del Malygin, Sadko y G. Sedov, con quienes navegaría hacia el sur el 30 de agosto, a excepción del G. Sedov, que se avituallo para pasar el invierno en el ártico.

#### Gran Guerra Patria
Con la entrada de la Unión Soviética a la Segunda Guerra Mundial tras la ruptura del pacto Ribbentrop-Mólotov, el Yermak fue movilizado de nuevo el 4 de octubre de 1941.
En esta ocasión, el buque fue armado instalándole dos cañones de 102 mm, cuatro cañones de 76 mm, cuatro cañones antiaéreos de 45 mm y cuatro ametralladoras. Participó en la evacuación de la guarnición de la península de Hanko (23 de octubre - 5 de diciembre de 1941) y las islas del golfo de Finlandia, durante los inviernos escoltó barcos para disparar contra posiciones enemigas y llevó submarinos a posiciones de combate.
En junio de 1944, el rompehielos fue desarmado y devuelto a la Dirección Principal de la Ruta Marítima del Norte.

#### Tras la Segunda Guerra Mundial
En relación con su medio centenario, el Yermak fue galardonado con la Orden de Lenin el 26 de marzo de 1949 por el desarrollo de la Ruta Martítima del Norte y sus actividades de combate durante la Gran Guerra Patria.
Entre julio y septiembre de 1955 dirigió un convoy de barcos dirigido por el crucero Almirante Siniavin a lo largo de la Ruta del Mar del Norte (el convoy incluía el crucero Dmitri Pozharski, 10 submarinos y unos 15 buques civiles).
En 1963, el rompehielos fue desmantelado, los intentos de preservarlo como buque museo fueron infructuosos, y al año siguiente fue desguazado.
Fragmentos del interior de la sala de guardia del Yermak y objetos individuales que estaban en el buque fueron transferidos para su exhibición en la exposición «Flota de Marines de la URSS» en Moscú, y más tarde entraron en la colección del Museo de la Flota de Marines (Moscú).

## Legado
El 3 de noviembre de 1965, se inauguró un monumento conmemorativo al rompehielos en la pared del edificio del Museo Regional de Tradiciones Locales de Múrmansk en Múrmansk: un panel de mosaico con un ancla extraída del Yermak en un pedestal.

### Nombramientos en su honor
Ha habido varios accidentes geográficos nombrados «Yermak» en honor del buque y no de Yermak Timoféyevich:
- Isla Yermak (1901: Parte de las islas Tsivolko, mar de Kara).
- Bahía Yermak (1901: Islas menores de Nueva Zembla, Mar de Barents)
- Banco Yermak (1935: Mar de Kara, costa de Jariton Láptev).
- Cabo Yermak (1958: Antártida)
- Cúpula Yermak (1960: Tierra de Francisco José, Mar de Barents).
- Bahía Yermak (1962: Antártida).
- Bahía Yermak (Islas de San Pedro, mar de Láptev).
- Elevación Yermak (océano Ártico).
- Bahía Yermak (Islas Changshan, mar Amarillo).

En 1974, un nuevo rompehielos con el mismo nombre, Yermak, zarpó para reemplazarlo.

### Reconocimientos

Bandera de popa del Yermak desde 1950.

- Bandera Roja Revolucionaria Honoraria (1919)
- Orden de Lenin (26 de marzo de 1949)